# نينا ماي ماكيني
نينا ماي ماكيني (بالإنجليزية: Nina Mae McKinney)‏ هي مغنية وممثلة أمريكية، ولدت في 12 يونيو 1912 في لانكستر في الولايات المتحدة، وتوفيت في 3 مايو 1967 في نيويورك في الولايات المتحدة بسبب نوبة قلبية. من الجوائز التي نالتها عضوية قاعة مشاهير صناع السينما السود ‏ سنة 1978.

## جوائز
- عضوية قاعة مشاهير صناع السينما السود [الإنجليزية]‏ (1978)

## وصلات خارجية
- نينا ماي ماكيني على موقع IMDb (الإنجليزية)
- نينا ماي ماكيني على موقع ألو سيني (الفرنسية)
- نينا ماي ماكيني على موقع ميوزك برينز (الإنجليزية)
- نينا ماي ماكيني على موقع أول موفي (الإنجليزية)
- نينا ماي ماكيني على موقع قاعدة بيانات برودواي على الإنترنت (الإنجليزية)
- نينا ماي ماكيني على موقع قاعدة بيانات الأفلام السويدية (السويدية)
- نينا ماي ماكيني على موقع ديسكوغز (الإنجليزية)
- نينا ماي ماكيني على موقع قاعدة بيانات الفيلم (الإنجليزية)
- نينا ماي ماكيني على موقع كينوبويسك (الروسية)